# The Even Stevens Movie
The Even Stevens Movie (no Brasil: Mano a Mana: O Filme, e em Portugal: Férias em Directo), é um filme de comédia estadunidense original da Disney Channel lançado em 14 de junho de 2003. O filme é baseado na série de televisão da Disney, Mano a Mana.

## Sinopse
A família Stevens recebe uma viagem com tudo pago para que passem uma semana em uma ilha muito distante que não está no mapa. Sem saber que são os protagonistas de um reality show, a família irá curtir o sol e a praia até que Louis apronta uma de suas tantas loucuras e destrói a mansão da ilha. Os nativos, que acreditam ter sido amaldiçoados pela destruição da construção, colocam a família sem casa e comida. A família inteira tem que sobreviver na selva e se divide até se darem conta, com a ajuda de amigos, de que estavam em um programa de TV.

## Elenco
- Christy Carlson Romano - Ren Stevens
- Shia LaBeouf - Louis Stevens
- Donna Pescow - Eileen Stevens
- Tom Virtue - Steve Stevens
- Nick Spano - Donnie Stevens
- Margo Harshman - Tawny Dean
- Steven Anthony Lawrence - Beans
- Tim Meadows - Miles McDermott
- A.J. Trauth - Alan Twitty
- Dave Coulier - Lance LeBow
- Keone Young - Chief Tuka
- Lauren Maltby - Ruby
- Walker Howard - Laylo
- Josh Keaton - Mootai/Jason
- George Anthony Bell - Principal Wexler